# PinkNews
«Pink News» (у перекладі з англ. — «рожеві новини») — британський новинний сайт для ЛГБТ-спільноти. Заснований у 2005 році Бенджаміном Коеном. На сайті публікуються матеріали, що представляють інтерес для ЛГБТ-аудиторії, в тому числі новини, пов'язані з правами сексуальних і гендерних меншин в інших країнах, громадськими рухами, такими як «Коаліція за рівний шлюб», інтерв'ю з політиками та прем'єр-міністрами Великої Британії. Публікації відсортовані за рубриками: розвага, релігія, політика, фінанси, охорона здоров'я і т. д.
Паперова версія The Pink News виходила з червня 2006 року до початку 2007 року.
Сайт позиціонує себе як неполітичне інтернет-ЗМІ та не підтримує конкретні політичні партії, але висвітлює позицію політиків з питань прав геїв. Pink News опублікував інтерв'ю з трьома британськими прем'єр-міністрами: Тоні Блером, Гордоном Брауном і Девідом Кемероном.